# Højstrup Station (Odense)
|  | Denne artikel omhandler Højstrup Station på Odense Letbane, ikke at forveksle med Højstrup Station på Hornbækbanen. |
Højstrup Station er en letbanestation på Odense Letbane, beliggende på Rismarksvej ved Rismarksvænget i Odense-forstaden Højstrup. Stationen åbnede sammen med letbanen 28. maj 2022.
Letbanen ligger langs med den vestlige side af Rismarksvej. Stationen ligger ved Rismarksvænget og består af to spor med hver sin sideliggende perron. Den sydlige ende af stationen ligger ud for den tidligere indkørsel til Rismarksvænget, der blev omlagt mod syd til krydset mellem Rismarksvej og Højstrupvej i forbindelse med anlæggelsen af letbanen.
På den vestlige side af stationen ligger CSV Rismarksvej, der tilbyder Særligt Tilrettelagt Ungdomsuddannelse (STU) og Voksen Specialundervisning (VSU). Bagved STU ligger desuden KFUM.s Boldklub Odenses boldbaner. På den østlige side af stationen ligger der boligblokke i kvarteret Højstruphave.
Højstrup
| Foregående station       |  | Odense Letbane                       |  | Efterfølgende station     |
| ------------------------ |  | ------------------------------------ |  | ------------------------- |
| Tarup Center Endestation |  | Tarup Center - Hjallese fra maj 2022 |  | Idrætsparken mod Hjallese |